# Nono de Edessa
Santo Nono (Nennos ou Ninos) foi um bispo de Edessa, na Mesopotâmia que converteu Pelágia, uma cortesã, através de sua pregação e oração. O nome ou título Nono foi comum naquele tempo e lugar, como se fosse um título egípcio que significa santo. De acordo com Jaime, um diácono da igreja de Heliópolis, Nono "foi um grande homem, um perfeito monge, que, por razão de sua vida virtuosa, foi levado de seu Mosteiro de Tabenna e fez um bispo [de Heliópolis]."[carece de fontes?]
Segundo relatos históricos devido a conturbação gerada pelo Segundo Concílio do Éfeso (449), em especial a deposição do bispo Ibas de Edessa, Nono tornou-se o nome bispo da cidade. Quando o papa, por meio do Concílio de Calcedónia (451), decidiu restituir o lugar de Ibas como bispo, Nono foi autorizado a manter seu posto episcopal até a morte de Ibas em 457 quando reassume seu lugar como metropolita. Acredita-se que neste ínterim de seis anos Nano tenha ido pro Egito onde foi conhecido como Nano de Heliópolis, tendo lá convertidos muitos habitantes locais, incluindo Pelágia.